# Junosuando socken
Junosuando socken ligger i Norrbotten, ingår sedan 1971 i Pajala kommun och motsvarar från 2016 Junosuando distrikt.
Socknens areal är 1 260 kvadratkilometer, varav 1 220 land. År 2000 fanns här 1 002 invånare. Tätorten Kangos samt tätorten och kyrkorten Junosuando med sockenkyrkan Junosuando kyrka ligger i socknen. 

## Administrativ historik
Junosuando församling bildades 1914 genom en utbrytning ur Pajala församling. Junosuando landskommun bildades samma år genom utbrytning ur Pajala landskommun. Landskommunen ingår sedan 1971 i Pajala kommun. Församlingen återgick till Pajala församling 2006.
1 januari 2016 inrättades distriktet Junosuando, med samma omfattning som församlingen hade 1999/2000, dock med två obebodda exklaver exkluderade.
Socknen har tillhört fögderier, tingslag och domsagor enligt vad som beskrivs i artikeln Norrbotten.

## Geografi
Junosuando socken ligger kring sammanflödet av Torne älv och Lainioälven.  Socknen är utanför älvdalen  en myrrik småkuperad skogsbygd.

## Fornlämningar
En samisk offerplats är funnen. I Palokorva och Tornefors finns ruiner efter masugnar.

## Namnet
Namnet kommer från kyrkbyn som i sin tur övertagit ett namn på en sträcka av Torneälven. Namnet är en försvenskad form av ett finländsk ord som i sin tur kommit från samiskan. Förleden är ett ord cunu, 'fin torr sand' och efterleden savvan, 'sel, lugnvatten i å eller älv'.

## Befolkningsutveckling
| Befolkningsutvecklingen i Junosuando socken 1920–1990         | Befolkningsutvecklingen i Junosuando socken 1920–1990 | Befolkningsutvecklingen i Junosuando socken 1920–1990 | Befolkningsutvecklingen i Junosuando socken 1920–1990 | Befolkningsutvecklingen i Junosuando socken 1920–1990 |
| ------------------------------------------------------------- | ----------------------------------------------------- | ----------------------------------------------------- | ----------------------------------------------------- | ----------------------------------------------------- |
|                                                               |                                                       |                                                       |                                                       |                                                       |
| År                                                            |                                                       |                                                       | Folkmängd                                             |                                                       |
| 1920                                                          | 1920                                                  |                                                       | 1 141                                                 |                                                       |
| 1930                                                          | 1930                                                  |                                                       | 1 349                                                 |                                                       |
| 1940                                                          | 1940                                                  |                                                       | 1 756                                                 |                                                       |
| 1950                                                          | 1950                                                  |                                                       | 1 914                                                 |                                                       |
| 1960                                                          | 1960                                                  |                                                       | 1 770                                                 |                                                       |
| 1970                                                          | 1970                                                  |                                                       | 1 395                                                 |                                                       |
| 1980                                                          | 1980                                                  |                                                       | 1 159                                                 |                                                       |
| 1990                                                          | 1990                                                  |                                                       | 1 123                                                 |                                                       |
| Anm: Källor: Demografiska databasen, CEDAR, Umeå universitet. |                                                       |                                                       |                                                       |                                                       |